# 高加索局
高加索局是俄罗斯共产党（布尔什维克）于1920年4月建立的高加索地区组织，由格鲁吉亚人谢尔戈·奥尔忠尼启则担任主席，俄罗斯人基洛夫担任副主席。该组织建立的主要目的是防止当地建立脱离俄共（布）的共产党。1922年，高加索局改编为俄共（布）外高加索州委员会。